# انجیل برنابا
انجیل برنابا با رسالهٔ برنابا اشتباه نشود.
انجیل برنابا انجیلی غیررسمی و شبه‌رسمی است که در اواخر قرون وسطی نوشته شده و به برنابا، شاگرد اولیه مسیحی، نسبت داده می‌شود که (در این اثر) یکی از حواریون عیسی است.
انجیل برنابا در قرن شانزدهم و هجدهم به زبان‌های اسپانیایی و ایتالیایی پدیدار شد که به ادعای برخی از مسلمانان توسط برنابا، شخصیت مسیحی برجسته از قرون اول میلادی به نگارش درآمده است. این اثر توسط پژوهشگران، به عنوان اثری جعلی شناخته شده است و اسناد قدیمی از آن وجود ندارد. انجیل برنابا توسط یک یا چند نویسندهٔ احتمالاً مسلمان نوشته شده است. این کتاب نسبت به انجیل‌های رسمی مسیحیت شباهت بسیار بیشتری به اعتقادات مسلمانان دارد. در سال ۱۹۷۶، انتشارات اشرم در کراچی ۱۰ هزار نسخه از این کتاب را منتشر کرد.

## برنابا
برنابا که نام اصلی او «جوزف» یا یوسف است، جزو مسیحیان اولیه بود. طبق اعمال رسولان مسیح او علایق دنیوی را قطع کرد و مردم را به دین مسیح ترغیب می‌کرد و در مصائب و زحمات آن‌ها شریک می‌شد. در کتاب مقدس برنابا را یکی از حامیان عیسی مسیح می‌نامد.

## تحلیل انجیل برنابا از دیدگاه اسلام
برنابا یا پسر وعظ، یکی از پیروان عیسی مسیح بود (غیر از دوازده شاگرد خاص معروف به حواریون عیسی مسیح). به اعتقاد مسلمین، انجیل وی یکی از بهترین نسخه‌های اناجیل است. در این انجیل، برخلاف سایر کتاب‌های دینی، بشارتهایی صریح در مورد محمد، پیامبر اسلام دیده می‌شود.
آنچنان‌که در این انجیل آمده، برنابا این کتاب را به امر مسیح نوشته است. از نکات کتاب این است که در آن به صراحت از بی‌ایمانی پولس سخن گفته است. در مورد رابطه پولس و برنابا، طبق کتاب اعمال رسولان (که یکی از بخش‌های کتاب مقدس مسیحیان است)، پولس که در ابتدا به عنوان یک یهودی از مخالفان سرسخت آیین مسیحی بود پس از یک مکاشفه با عیسی مسیح که در نتیجهٔ آن بینایی خود را از دست داد، نزد یک مسیحی شناخته شده و خداترس به نام حنانیا برده شد. حنانیا به الهام از روح خدا چشمان پولس را لمس کرده و پولس بینایی خود را بازیافت و از آن پس به عیسی مسیح ایمان آورد. در ادامه، برنابا، پولس را پس از آنکه هدایت یافت به حواریون معرفی کرد و حواریون از جمله پطرس او را تأیید کرده، پذیرفتند. از آن پس پولس و برنابا به همراه یکدیگر به بشارت دین مسیح می‌پرداختند. و با حواریون مسیح در ارتباط بوده‌اند. پس از سفر سومی که برنابا و پولس به اورشلیم (بیت‌المقدس) رفتند، در خصوص انتخاب همسفر برای ادامهٔ سفر تبشیری خود اختلاف نظر داشتند که در نهایت از یکدیگر جدا شده و هرکدام با همسفران مورد نظر خود به دو مقصد متفاوت سفر کردند.
در مورد انجیل برنابا، نکات زیر قابل توجه است:
- در لیستی که در زمان پاپ ژلازیوس یکم اول تهیه شد، لیستی از کتاب‌ها یا نامه‌هایی بود، که جزو متون مقدس به حساب نمی‌آمدند. در این لیست، کتب و نامه‌های مختلفی ثبت شده است، مانند: «انجیل توماس»، «اعمال پولس و تکلا» و چند اثر دیگر که یکی از آن‌ها اثری است به نام «انجیل برنابا»[۱۳] که متن مقدس قلمداد نمی‌شدند. پاپ ژلازیوس در سال ۴۹۲ میلادی یعنی ۱۱۸ سال پیش از پیامبر اسلام به سمت پاپ منصوب شد. این موضوع البته خالی از جای بحث و بررسی نیست، چرا که اولاً کتاب مقدس مسیحی، در قرن چهارم میلادی (۱۰۰ سال قبل از پاپ ژلازیوس) لیست ثابت و قطعی داشت و لیستی که در زمان پاپ ژلازیوس تهیه شده بود بر کتب مقدس مسیحی نه چیزی افزود و نه از آن کاست و تأییدی بود بر همان کتاب مقدس مسیحی که ۱۰۰ سال قبل از لیست رسمی خود را داشت و در آن هنگام اسمی از اثری به نام انجیل برنابا نبوده است. از طرفی اما اثر دیگری به نام رسالهٔ برنابا هم در قرن چهارم و هم در قرن پنجم (در زمان پاپ ژلازیوس) شناخته شده بود که امروزه نیز در دسترس است. بنا بر نظر محققان، متن پاپ ژلازیوس نمی‌توانسته "انجیل برناباًیی که امروزه در دسترس است را مد نظر داشته باشد، بلکه بسیار محتمل است که منظور رسالهٔ برنابا بوده باشد که محتوای آن البته به کلی با "انجیل برناباً که امروزه در دسترس است متفاوت است. به این موضوع در بخش انتقادات پرداخته شده است.
- صاحب اکسیهومو (از دانشمندان پروتستان) بخش پنجم از تتمه کتابش را به معرفی انجیل برنابا تخصیص داده و مطالبی را از قدمای مسیحی نقل کرده است. این کتاب در ۱۸۱۳ میلادی در لندن چاپ شده است.
- نام بسیاری از اناجیلی که در قرون اولیه مسیحیت در میان مسیحیان مورد استفاده قرار می‌گرفت ذکر شده است. البته در زمان هر یک از مراجع روحانی مسیحی در آن‌ها تبدیل و تغییری ایجاد شد یا نسخه‌ای در جهت مطالعه یا عدم مطالعه برخی صادر شده است. نام انجیل برنابا و انجیل مسیح نیز در میان آن‌ها دیده می‌شود.[۱۴]

در انجیل مرقس و انجیل برنابا، به انجیل مسیح اشاره شده است و از آیه ۵–۱ از آن سخن گفته شده است؛ که از انجیل مسیح چیزی در دست نیست. اناجیلی که سابقاً و فعلاً معمول بوده و هست، نوشته شاگردان مسیح است. در کتب نویسندگان اسلامی، حتی در کتاب‌هایی که در خصوص اثبات اسلام و رد مسیحیت نوشته شده نامی از انجیل برنابا به میان نیامده است در فهرست‌های قدیمی و جدید فارسی و عربی کتابخانه‌های بزرگ جهان و مستشرقین که نام نادرترین و گمنام‌ترین کتب عربی و فارسی هم در آن‌ها موجود است، کوچک‌ترین اثری از این انجیل وجود ندارد.
انجیل برنابا مخالفتی شدید با تعالیم اساسی کتب عهد جدید دارد، که از جمله مهم‌ترین آن‌ها، مصلوب شدن عیسی و زنده شدن او پس از سه روز است. این انجیل برخلاف سایر اناجیل موضوع صلیب (به دار آویختن) مسیح را شدیداً انکار و آن را زشت‌ترین نسبت ناروا به وی می‌داند. با توحیدِ تثلیثی مخالفت می‌کند و توحید به سبک اسلامی حمایت می‌کند. برخلاف آموزهٔ کتب عهد جدید که ایمان را شرط اول رستگاری و سپس عمل بر اساس ایمان را لازم می‌داند، تنها راه سعادت را داشتن توامان عقیده و عمل پاک می‌داند. انجیل برنابا با تمامی کتاب‌های عهد جدید (شامل انجیل متی، مرقس، لوقا، یوحنا و رساله‌های رسولان مسیح) را که نجات انسان را از طریق ایمان به محبت خدا از طریق عیسی مسیح و اعتقاد به توحیدِ تثلیثی می‌داند مخالف است. مسائلی از این دست و بشارات صریح و مکرر آن در مورد پیامبری محمد در مورد خاستگاه نگارش این کتاب، همواره سؤالاتی را ایجاد کرده است.

## نام محمّد از دیدگاه انجیل برنابا
مسیح بر اساس آنچه در انجیل برنابا نوشته شده است، در پاسخ سؤال کاهنی که نام محمد را پرسیده بود پاسخ داد: نام مسیا عجیب است، زیرا که خدا وقتی روان او را آفرید و او را در نور آسمانی گذاشت، برای او نامی انتخاب کرد خدا فرمود: صبر کن ای محمّد! زیرا می‌خواهم برای تو (و فقط برای تو) بهشت و جهان خلق کنم؛ و می‌خواهم به خاطر تو بسیاری از خلایق [گناهکار] را که می‌بخشم. حتی هر که نام تو را مبارک، مبارک می‌کنم و هر که تو را لعنت کند [و با تو دشمنی ورزد] ملعون [و دور از رحمت من] می‌شود.
و سپس فرمود: همانا نام مبارک او محمّد است. آن وقت همه مردم [که در اطراف یسوع بودند] با صدای بلند گفتند: ای خدا! پیامبر خود را به سوی ما بفرست. ای محمّد! خیلی زود برای خلاص جهان [از ظلم و فساد] بیا.

## خاتمیت محمد از دیدگاه انجیل برنابا
در انجیل برنابا در مورد خاتمیت محمد می‌گوید: (۶) و به تحقیق پیامبران همه آمدند، مگر «رسول اللّه». آن‌که زود است بعد از من بیاید، زیرا که خدا می‌خواهد که من راه او را مهیا سازم. مسیح در آیه فوق از پیامبر پس از خود با عنوان «رسول اللّه» و آخرین پیامبران یاد کرده و ایمان به رسالت آن محمد را با خاتمیت وی ملازم دانسته است.
در جای دیگری از این انجیل دربارهٔ خاتمیت محمد آمده است: (۷) کاهن در جواب مسیح گفت آیا پیامبران دیگر بعد از آمدن پیامبر خدا خواهند آمد؟ (۸) پس یسوع در جواب فرمود: بعد از او پیامبران راستگو که از جانب خدا فرستاده شده باشند نخواهند آمد (۹) و لیکن جمع بسیاری از پیامبران دروغگو خواهند آمد و همین است که مرا غمگین می‌سازد.

## دستنوشته‌های قدیمی
نخستین دستخط‌های این انجیل در اواخر قرن شانزدهم در دو نسخه به زبان‌های ایتالیایی و اسپانیایی کشف شد.

## شباهت‌ها به اعتقادات اسلامی
این انجیل شامل مواعظ اخلاقی و اعتقادی می‌شود که شباهت زیادی به تعلیمات اسلامی دارد. تعدادی از این شباهت‌های عمده آورده می‌شود:
1. مسیح پسر خدا نیست[۳۱]
2. مسیح مصلوب نشده است[۳۲]
3. ملغی نشدن هیچ‌کدام از بخش‌های شریعت، از جمله ختنهٔ مردان[۳۱]
4. پیشگویی پیامبر اسلام[۳۳]

## انتقادات

### عدم پیشینه تاریخی در مباحثات مسلمانان
در مباحثات مسلمانان و مسیحیان قبل از قرن ۱۵ میلادی هیچ نامی از این کتاب نیامده است. نویسندگان و مورخان و فلاسفه مسلمانی نظیر فارابی (وفات ۹۵۰ م)، مسعودی (وفات ۹۵۶ م)، قندی (وفات ۹۶۱ م)، ابن حزم (وفات ۱۰۶۳ م)، غزالی (وفات ۱۱۱۱ م)، ابوالعباس العارف (وفات ۱۱۴۱ م)، ابن رشد (وفات ۱۱۹۸ م)، محی‌الدین ابن العربی (وفات ۱۲۴۰ م) و ابن خلدون (وفات ۱۴۰۶ م) هرگز این انجیل را به‌عنوان شاهدی علیه اعتقادات مسیحیت ارائه نداده‌اند.

### مسیح در انجیل برنابا
در این کتاب می‌خوانیم:
آن وقت یسوع (عیسی) فرمود: وقتی که رسول‌الله بیاید، پس از نسل که خواهد بود؟ شاگردان جواب دادند: از داوود… تصدیق کنید مرا؛ زیرا به شما راستی می‌گویم به درستی که عهد بسته شده است با اسماعیل نه با اسحاق.
پس اعتراف نمود یسوع و فرمود: براستی و درستی که من مسیا نیستم.

در کل، این کتاب صریحاً اعلام می‌کند که عیسی، "مسیا" نیست ،مسیا ظاهراً ترجمهٔ واژه عبری «ماشیح» می‌باشد و شخصی از نسل اسماعیل، (محمد بن عبدالله خواهد بود.
با این حال در بخش‌های اولیهٔ این کتاب می‌بینیم که از عیسی با عنوان «مسیح» یاد شده:
پیغمبر تازه‌ای که فرستادهٔ خداست بسوی جهان، بر حسب روایت برنابا فرستادهٔ او. برنابا، فرستادهٔ یسوع ناصری مسمی به مسیح آرزو می‌کند از برای همهٔ ساکنان زمین اسلام تسلیه را. ای عزیز! به درستی که خدای بزرگ عجیب تفقد نموده است ما را در این روزهای پسین به پیغمبر خود یسوع مسیح، به رحمت بزرگ از برای تعلیم؛ و آیاتی که گرفته است آن‌ها را شیطان وسیلهٔ گمراه نمودن بسیاری را به دعوی پرهیزگاری، (۴) که بشارت دهندگانند به تعلیمی که سخت کفر است خوانندگان مسیح را پسرخدای.
برخی معتقدند نویسندهٔ این انجیل تشخیص نمی‌دهد که دو واژهٔ مسیح (که برای عیسی به کار برده شده) و مسیا (که برای موعودی از نسل اسماعیل به کار برده شده) هر دو ترجمهٔ کلمهٔ کریستوس بوده و به معنای مسح شده می‌باشند. قابل ذکر است، در طومارهای دریای مرده که در نزدیکی دریای مرده کشف شده‌اند و به قرن اول تا سوم قبل میلادی تعلق دارد، نیز به دو مسیح، و نه تنها یک مسیح، که در آخرالزمان ظهور خواهند کرد اشاره شده است.

### نقل قول‌هایی از دانته در انجیل برنابا
دانته، یکی از مشهورترین نویسندگان ایتالیا، در دوره بونیفاس هشتم می‌زیست. او نوشتن «کمدی الهی» معروف خود را در سال ۱۳۰۰م. آغاز کرد. برخی محققان بر این باورند که نویسندهٔ انجیل برنابا نقل قول‌هایی از دانته را به مسیح نسبت داده برای مثال، عبارت مورد استفادهٔ دانته، «خدایان دروغین و دروغگو» چندین بار در این انجیل استفاده شد. همچنین توصیفات جهنم در انجیل برنابا به گونهٔ چشمگیری شباهت به توصیفات دانته پیرامون برزخ و جهنم دارد در این انجیل می‌خوانیم که نه آسمان وجود دارند و بهشت از تمام این آسمان‌ها بزرگتر است. که این باز ما را به یاد آثار دانته می‌اندازد. البته سردار کابلی در مقدمه ترجمه فارسی انجیل برنابا، چنین مطلبی را رد کرده و گفته است که چون برنابا قبل از دانته می‌زیسته، بنابراین به نظر می‌رسد که نقل قول دانته از برنابا منطقی تر باشد.
اشتباه جغرافیایی
یسوع بسوی دریای جلیل رفت و در کشتی نشست. سفر کنان بسوی شهر خود ناصره. ۱
چون کشتی به شهر ناصره رسید، ملاحان در شهر نشر دادند همه آنچه را که یسوع کرده بود. ۹
یسوع بر شد به کفرناحوم و نزدیک شهر شد. ۱
برنابا۲۰: ۱، ۹ ۲۱: ۱
اما شاید نویسندهٔ انجیل برنابا نمی‌دانست که ناصره شهری نبود که ساکنان آن به حرفه ماهیگیری بپردازند. شهر ناصره ۱۴ مایل با دریای جلیل فاصله داشته و در کوهپایه برقرار بود. در عوض کفرناحوم، شهری که مسیح به آن وارد شد، شهری بود که شهروندان آن به ماهیگیری مشغول بودند. این دو، کفرناحوم و ناصره شهرهایی بودند که عیسی به همراه شاگردانش مرتب ملاقات می‌کردند؛ بنابراین هر کسی که با مسیح همراه بود و با او آشنا بود، مطمئناً با این دو شهر آشنایی داشت. اما از نوشته‌های این کتاب اینگونه بر می‌آید که نویسنده آن که ادعای رسالت مسیح را می‌کند، چندان به موقعیت جغرافیایی این شهرها واقف نیست.

### تناقض درون متنی
- در کتاب انجیل برنابا از قول عیسی مسیح در مورد راز مصلوب شدنش نوشته شده " «این باقی خواهد بود تا بیاید محمّد پیغمبر خدای، آن که چون بیاید این فریب را کشف خواهد فرمود بر کسانی که به شریعت خدای ایمان دارند.»"[۵۳] به این معنی که تا زمان آمدن محمد، اینکه عیسی‌مسیح مصلوب نشد، پنهان و به صورت راز باقی خواهد ماند و محمّد این راز را آشکار خواهد کرد. در حالی که نویسندهٔ کتاب «انجیل برنابا» که ادّعا می‌کند برنابای مذکور در کتاب اعمال رسولان در کتاب مقدس مسیحی است، خود (آن طور که ادعا می‌کند[۵۴])، به دستور عیسی این کتاب را نوشته. از آنجا که عمر معمول افراد معمولاً بیش از ۱۰۰ سال نمی‌شود و از طرفی برنابا حداقل باید در زمان این اتفاقات ۲۰ سال داشته باشد، پس او نهایتاً در سال ۱۰۰ میلادی فوت کرده بود (که البته بر اساس روایات کلیسایی اینطور نبوده)، در نتیجه کتاب «انجیل برنابا» آن طور که نویسندهٔ آن ادعا می‌کند، باید تا اواخر قرن اول میلادی نوشته شده باشد، که این یعنی حدود ۵ قرن قبل از اسلام (!) و این با ادعای خود انجیل برنابا مبنی بر اینکه راز مصلوب نشدن عیسی «پنهان خواهد ماند، تا زمان محمّد آشکار کند» در تناقض است.
- در فصل آخر این کتاب[۵۵] نوشته شده که عده‌ای اَشرار و مُدّعی، در مورد عیسی‌مسیح خبرهای جعلی پخش کردند، اما سؤالی که پیش می‌آید، این است که قاعدتاً همان‌طور که این اشرار پیام نادرست را پخش می‌کردند، قاعدتاً افراد غیر شر نیز در مورد عیسی مسیح تبلیغ کرده‌اند، از جمله در این مورد که عیسی مسیح مصلوب نشده، حال آن‌که بر اساس مستندات تاریخی می‌دانیم که هیچ دسته‌ای از مسیحیان بر این باور نبوده که عیسی‌مسیح مصلوب نشده، بلکه مسئلهٔ مصلوب شدن مسیح و برخاستن او از مرگ، همواره برای مسیحیان تداعی‌گر زندگی پس از مرگ بوده که باعث می‌شد آزار و اذیت‌های حکومتی روم را تحمل کنند. شواهد این باور مسیحیان به مرگ و برخاستن از مرگ که الهام گرفته از مصلوب شدن و رستاخیز عیسی مسیح بود، برای مثال در گورستان معروف زیر زمینی شهر رُم کاملاً مشهود است.

### آیا انجیل برنابا از کتاب مقدس مسیحیان حذف شد؟
برنابا جزو مسیحیان اولیه بود و جزو شخصیت‌های مهم در مسیحیت است و سفرهای او و پولس برای تبلیغ مسیحیت، در کتاب اعمال رسولان ذکر شده. در نتیجه برنابا یکی از پدران کلیسای مسیحی به حساب آمده و در کنار سایر چهره‌های مهم مسیحیت در تمام کلیساها مورد احترام است. اما اینکه آیا انجیل برنابا را واقعاً برنابا، مسیحی قرن اول میلادی نوشته یا شخص دیگری این کتاب را نوشته و به برنابا نسبت داده، موضوعی است که این بخش سعی دارد به آن بپردازد. از نظر نسخه‌شناسی، نظر غالب بر این است که انجیل برنابا اثری است مربوط به قرن ۱۴ یا اوایل قرن ۱۵ میلادی. دکتر شبیر علی نیز که یک مبلغ مسلمان است، در اعتبار این انجیل تردید دارد و بر اعتبار آن اصراری ندارد.
برخی از منابع اسلامی این ادعا را مطرح کرده‌اند که انجیل برنابا در مسیحیت نخستین وجود داشته، اما بعداً به خاطر بشارت به نبوت محمد و اسلام، توسط مسیحیان ممنوع و کنار گذاشته شد. اخیراً کتاب‌هایی در شهر کراچی در پاکستان به انتشارات دانشگاه عایشه باوانی منتشر شده است که در اعتبار دهی به این کتاب، یعنی انجیل برنابا کوشش نموده‌اند. عطاء الرحیم، نویسندهٔ مسلمان و مدافع انجیل برنابا در کتاب خود به نام عیسی پیامبری از اسلام می‌نویسد: "انجیل برنابا به عنوان یک انجیل رسمی تا سال ۳۲۵ میلادی در کلیساهای اسکندریه (واقع در مصر امروزی) خوانده می‌شده است." عطاءالرحیم در ادامه ادعا می‌کند: "انجیل برنابا تا قرن دوم میلادی در بین مسیحیان خوانده می‌شده و ایرنائوس در مخالفت با تعالیم پولس به دفعات زیاد به انجیل برنابا اشاره می‌کند". این ادعای بسیار غریبی است، زیرا ایرنائوس (۲۰۰–۱۳۰ میلادی) شخصیت شناخته شده‌ای است و ترجمهٔ تمامی کتاب‌ها و نامه‌هایی که نوشته در دسترس است و می‌دانیم که او اولاً هیچگاه با پولس یا سایر شاگردان مسیح مخالفت نکرده، بلکه در کتاب خود به نام علیه بدعت‌ها از پولس به عنوان رسول عیسی مسیح یاد می‌کند؛ دوم ایرنائوس در هیچ‌کدام از کتاب‌های خود هیچ اشاره ای به کتابی به نام انجیل برنابا نمی‌کند و هیچ نقل قولی نیز از این کتاب ندارد! در مقابل اما عطاءالرحیم سند و مدرک تاریخی‌ای برای ادعاهای خود ارائه نمی‌دهد.
در مجموع ۳ اثر به برنابا منسوب می‌شود:
1. رساله برنابا (Epistle of Barnabas) (نگاشته شده بین سال‌های ۱۳۵–۷۰ میلادی[۶۶])
2. اعمال برنابا (Acts of Barnabas) (نگاشته شده احتمالاً در قرن ۵ میلادی[۶۷])
3. انجیل برنابا (Gospel of Barnabas) (نگاشته شده احتمالاً در قرن ۱۴ یا ۱۵ میلادی[۶۸])

نکتهٔ شایان ذکر این است، که در ترجمهٔ منابع انگلیسی زبان به فارسی، گاهی واژهٔ "Epistle" به معنای "رساله"، با واژهٔ "Gospel" به معنای "انجیل" اشتباه گرفته می‌شود، که این نکته برای خواننده گمراه کننده می‌باشد. رسالهٔ برنابا و انجیل برنابا دو کتاب به کلی متفاوت هستند. انجیل برنابا کتابی است که امروزه مورد توجه برخی از مسلمانان از جمله نویسندگانی چون عطاءالرحیم است، در حالی که رسالهٔ برنابا کتابی قدیمی و مربوط به قرون اولیهٔ مسیحی است و محتوایی کاملاً متفاوت با انجیل برنابا دارد. در رسالهٔ برنابا در مورد تصلیب و رستاخیز مسیح از مردگان و سایر آموزه‌هایی که شباهت‌های زیادی با کتب مقدس مسیحی (کتب عهد جدید) دارند، سخن به میان آمده و از این جهت با انجیل برنابا که هدف آن بیشتر تأیید اسلام است، به کلی متفاوت می‌باشد. این نکته به این دلیل حائز اهمیت است که پیش تر گفته شد که عطاءالرحیم، نویسندهٔ مدافع انجیل برنابا در کتاب خود می‌نویسد که انجیل برنابا در قرون اولیهٔ میلادی بسیار مورد استفاده مسیحیان بوده است، در حالی که او در واقع به «رسالهٔ برنابا» اشاره می‌کند و واژه‌های رساله و انجیل را با هم جابجا می‌کند و ایرنائوس در نوشته‌های خود به رسالهٔ برنابا اشاره کرده است و از آن نقل قول کرده، نه به انجیل برنابا. اما آیا انجیل برنابا که اکنون در دسترس ماست، آن‌طور که عطاءالرحیم ادعا می‌کند، توسط کلیسا در قرن چهارم ممنوع شد؟
رسالهٔ برنابا فارغ از اینکه جزو کتاب مقدس باید حساب می‌شد یا خیر، برای مسیحیان قرون اول میلادی شناخته شده بود و همان‌طور که پیش‌تر اشاره شد، ایرنائوس این رساله را می‌شناخته. در مقابل، قدیمی‌ترین اشاره به کتابی با نام «انجیل برنابا» در متن گلاسیانوم (مربوط به قرن پنجم میلادی) است و در زمان پاپ گلاسیوس نگاشته شده (نسخهٔ اصلی این متن در دست نیست، یک نسخه بردار در قرن ششم میلادی این متن را بازسازی کرده). در نسخهٔ بازسازی شدهٔ متن گلاسیانوم، نام انجیل برنابا در بین کتاب‌هایی به چشم می‌خورد که جزو لیست کتاب‌های رسمی عهدجدید به حساب نمی‌آیند، هرچند هیچ اثری یا اشاره‌ای به محتوای آن وجود ندارد، دو احتمال برای انجیل برنابای مذکور در این لیست وجود دارد:
1. اکثر محققان باور دارند که کتاب انجیل برنابای مذکور در این لیست، در واقع یک اشتباه نگارشی است، و منظور در واقع همان رسالهٔ برنابا است که بسیار هم شناخته شده بود.[۷۱] زیرا تنها باری که از برنابا در این لیست اسمی به میان آمده، در همین‌جاست، پس بسیار محتمل است که می‌بایست منظور همان کتاب شناخته شدهٔ برنابا یعنی رسالهٔ برنابا بوده باشد که اشتباهاً، به جای واژهٔ «رساله»، واژهٔ «انجیل» استفاده شده است.
2. احتمال دوم اینکه نسخه‌برداری که متن گلاسیانوم را در قرن ششم کپی‌برداری (بازسازی) کرده، واژهٔ «رساله» را اشتباهاً با واژهٔ «انجیل» جایگزین کرده.

می‌دانیم که پس از پایان یافتن دوران تعقیب شکنجهٔ مسیحیان در روم باستان از حدود سال ۷۰ میلادی (ویرانی معبد اورشلیم، در زمان امپراتوری نرون در روم) تا حدود سال ۳۱۱ میلادی (زمان امپراتوری گالریوس در روم) که تعقیب و شکنجه و کشتار مسیحیان بعد از حدود ۳ قرن پایان یافت، مسیحیان برای نخستین بار امکان این را یافتند تا بتوانند بدون مشکلات حکومتی، در مورد بدعت‌ها یا اعتقادات اصیل دین خود تصمیم‌گیری کنند. در نهایت در چندین شورای متفاوت، دیدگاه‌های مختلف خود را به بحث گذاشته و در مورد آن تصمیمی رسمی بگیرند. از جملهٔ این تصمیمات، اعلام رسمی لیست قطعی در مورد کتبی بود که به کتاب مقدس مسیحی تعلق داشت یا نداشت. لازم است ذکر شود، که بر اساس مستندات تاریخی می‌دانیم که بسیاری از این کتب که در لیست کتاب مقدس جای داده شدند، از قرن اول در بین مسیحیان خوانده می‌شدند و مورد استفاده بوده‌اند، اما از آنجا که اجتماع‌های کوچک و بزرگ مسیحی به دلیل فشارهای سیاسی و حکومتی از سوی امپراتوری روم، امکان ارتباط جامع و کامل با یکدیگر را نداشته‌اند، در نتیجه گاهی کتابی در محلی (برای مثال در مصر امروزی) شناخته شده بود، که در یونان یا رم (پایتخت روم) در اختیار نبود. در نهایت در چندین شورا، مسیحیان در مورد لیست کتاب مقدس مسیحی تصمیم رسمی گرفتند و ۲۷ کتاب کنونی را در لیست کتاب‌مقدس (عهد جدید) جای داده و کتاب‌هایی را به عنوان غیر مقدس اعلام کردند. برخی از کتاب‌هایی که در این شوراها جعلی تشخیص داده شدند به ترتیب زیر هستند:
1. کتاب یوبیل
2. رسالهٔ برنابا
3. رسالهٔ شبان هرماس
4. نامهٔ پولس به لائودیکیه
5. اعمال پولس (نگاشته شده در حدود سال ۱۶۰ میلادی)
6. رسالهٔ اول کلمنت
7. رسالهٔ دوم کلمنت
8. تعالیم پطرس
9. مکاشفهٔ پطرس
10. انجیل منتسب به مصریان، نگارش بین سال‌های ۱۲۰ تا ۱۵۰ میلادی[۷۵]
11. انجیل منتسب به عبرانیان نگارش بین سال‌های ۱۰۰ تا ۱۵۰ میلادی[۷۶]
12. دیداخه
13. انجیل توماس، در مورد تاریخ نگارش دیدگاه‌ها بسیار متفاوت هستند، در خوش‌بینانه‌ترین حالت این انجیل در قرن اول میلادی و در بدبینانه‌ترین حالت، در اواخر قرن دوم میلادی (بین سال‌های ۱۵۰ تا ۲۰۰ میلادی)[۷۷]
14. انجیل یهودا اسخریوطی (شاگردی که به عیسی خیانت کرد)، نگارش در اواخر قرن دوم (۱۸۰ تا ۲۰۰ میلادی)
15. انجیل مریم مجدلیه، نگارش در حدود سال ۱۶۰ میلادی[۷۸]

معیارهایی که تصمیم در مورد اینکه کدام کتاب‌ها به کتاب مقدس تعلق دارند یا ندارند، بر اساس ۴ معیار صورت گرفته که به صورت تاریخی مستند است:
1. انتساب آن به یکی از حواریون مسیح یا شاگردِ نزدیکِ یکی از حواریون مسیح
2. مورد استفاده بودن در بین مسیحیان قرن اول
3. محتوای آموزه‌های کتب، باید با تعالیمی که سینه به سینه نقل شده بود، مطابقت می‌داشت
4. اینکه متن کتاب، ادعا بر وحیانی بودن خود داشته باشد

نکتهٔ قابل ذکر این است که تصمیم‌گیری در مورد لیست کتب مورد تأیید در کتاب مقدس، هیچگاه موضوعی جنجالی نبود و هیچگاه سندی از بالا گرفتن اختلاف و مشاجره بر سر تصمیم در مورد کتب مقدس و جعلی بین مسیحیان نبوده، زیرا کتب تأیید شدهٔ مسیحی (۲۷ کتاب موجود در کتاب عهدجدید، شامل ۴ انجیل متی و مرقس و لوقا و یوحنا موجود در کتاب‌مقدس مسیحیان) از همان قرن اول میلادی برای اکثر مسیحیان شناخته شده و مورد استفاده بود و این شوراها صرفاً به حالت رسمی به آن کتب رسمیت می‌بخشید. در مقابل اما، بحث‌ها و مباحثات و تکفیرها بر سر نحوهٔ تفسیر این کتاب‌ها وجود داشته. یک مورد معروف، اختلاف بین آریوس و پیروانش با سایر مسیحیان بود، که بر سر ماهیت عیسی مسیح بود. آریوس عیسی مسیح را مخلوق خدا می‌دانست، که خدا او را به فرزندی پذیرفت، اما سایر مسیحیان معتقد بودند عیسی همواره هم ذات با خدا بوده، در کنار اینکه او یک انسان بود، خانهٔ خدا هم بود، بنابراین روح ساکن در او، روح خود خدا بود. گذشته از این‌ها، هرچند آریوس و طرفدارانش و سایر مسیحیان، یکدیگر را تکفیر کردند، اما هیچگاه در مورد خود کتب مقدس اختلافی نداشتند.
با در نظر گرفتن موارد ذکر شده، در نهایت برخی محققان بر این باورند که کتاب انجیل برنابا در یک فضای اسلامی و جهت پُر کردن فاصلهٔ بین کتاب‌مقدس و قرآن نوشته شده است. به‌طوری که نویسندهٔ مسلمان در کتاب خود می‌نویسد: «در خصوص انجیل برنابا، هیچ جای تردیدی نیست که یک اثر جعلی مربوط قرون وسطی است. یک نسخهٔ کامل به زبان ایتالیایی از آن وجود دارد، که ظاهراً ترجمه‌ای از نسخه‌ای به زبان اسپانیایی است و برای تشویق مسلمانان عصر خود نوشته شده. این کتاب با اصول اسلام نیز در تضاد است، زیرا پیامبر (محمد) را مسیح می‌نامد. سبک و سیاق این کتاب و نویسندهٔ آن در خصوص کتاب مقدس مسیحی، مانند سبک و سیاق نوشته‌های بهاءالله (بنیان‌گذار دین بهائیت) است در مورد قرآن».

### کتاب «انجیلِ اسلامی»
به نظر می‌رسد کتاب «انجیل برنابا» تنها کتاب جعلی‌ای نیست که توسط یک یا گروهی از نویسندگان در یک فضای اسلامی نوشته شده است.
در موردی جدیدتر، یک شخص دیگر به نام احمد شفاعت و همکاران وی، در سال ۱۹۷۹ میلادی، یک انجیل جدید به نگارش درآورده و منتشر کردند با نام: «انجیل اسلامی». در مقدمهٔ این کتاب که وی و همکارانش آن را انجیل نامیدند، نوشته شده است: "کتاب پیش روی شما یک انجیل است. در پرتو وحی خداوند بر حضرت محمد (ص) نوشته شده است. … این طرح کلی در این کتاب با برخی مطالب پیش‌زمینه تکمیل شده است (که عمدتاً از عهد جدید گرفته شده و گاهی بر اساس وحی قرآنی تغییر یافته است) تا انجیلی به اندازه تقریباً مرقس شکل بگیرد. … همانطور که قبلاً گفتیم، این کتاب به عنوان یک انجیل جدید، معادل مسلمانان و جایگزینی برای انجیل مسیحیان است."
این انجیل جعلی ("انجیل اسلامی") که در قرن ۲۰ (سال ۱۹۷۹) نوشته شده، همچون "انجیل برنابا"، هیچگاه توسط مسیحیان جزو متون مقدس به‌شمار نمی‌آید.

## دیدگاه مسلمانان
این انجیل اگر چه نسبت به انجیل‌های رسمی مطابقت خیلی بیشتر با منابع اسلامی دارد ولی به‌طور صددرصد با منابع اسلامی سازگار نیست برای نمونه در فصل سوم آمده است مسیح بدون درد زاده شده است در حالی که در قرآن سوره مریم صحبت از درد زایمان مریم است از این رو برخی از مسلمانان آن را به صورت کامل نپذیرفته‌اند.
البته عده‌ای دیگر به شدت به خاطر متن خاص آن و انطباق بسیار زیاد آن با تعلیمات اسلامی و دلایل دیگر از اصل بودن این انجیل دفاع کرده‌اند، از جمله علمای شیعه، محمد صادقی تهرانی و محمد تقی بهجت و در علمای مصری مثل رشید رضا یا سید عبد العلی موودی عالم پاکستانی و معتقدند که تغییرات تاریخی کمتری نسبت به اناجیل رسمی مسیحیت در مورد این انجیل اتفاق افتاده است.
سید محمدحسین حسینی طهرانی در کتاب معادشناسی به مقام شفاعت پیامبر که در این انجیل اشاره شده است ارجاع می‌دهد و در کتاب نور ملکوت قرآن مفصل راجع به این انجیل صحبت می‌کند و می‌گوید: «مرحوم قاضی، استاد علّامه آیت‌الله طباطبائی رضوان الله علیهما بدین انجیل عنایت داشته است، و خواندن آن را به شاگردان سلوکی و عرفانی خود توصیه می‌نموده است»
آیت الله محمد تقی بهجت در مورد این انجیل می‌گوید:
انجیل برنابا با اناجیل اربعه مخالف است. جهات عجیبه و شواهد صدقی در آن است که خدا می‌داند چقدر به اسلام نزدیک است از جمله تحریم لحم خنزیر… بله دو سه جایی یادم می‌آید که این (کتاب) با اسلام مخالفت دارد. فقط چیزی که هست این است که این دو سه جا هم داخل در انجیل برنابا شده است… اما مخالفت‌های صریحی با دیگر اناجیل دارد که سبب شده بگویند این انجیل مجعول است با آنکه هر کسی که این انجیل را ببیند یقین پیدا می‌کند که (قسمت) زیادش همان بیانات خود حضرت عیسی (ع) است… اگرچه الفاظ آن شبیه قرآن نیست، نه در معانی و نه در الفاظ اما خیلی شبیه به روایات عالی ما است… من انجیل برنابا را به زبان گرجی دیده‌ام که روی پارچه بوده و جلدش هم چرم نبود بلکه تخته (= چوب) بود. آقای مرعشی نجفی آن را به آقا طباطبایی داد و گفت این چند سال قدمت دارد؟ آقا طباطبایی گفت: حدس می‌زنم پانصد سال! که الآن هم پنجاه سال از آن تاریخ می‌گذرد. آقا مرعشی گفت: این را نگه داشته‌ایم تا اگر کسی را یافتیم که به زبان گرجی وارد بود آن را به فارسی یا عربی ترجمه کند؛ که هر چه قدیمی تر باشد به صحت و درستی نزدیکتر است…
همچنین آیت‌الله محمد صادقی تهرانی در مورد انجیل برنابا می‌گوید:
جرم انجیل برنابا مخالفت شدید آن با تعالیم پولس است. این انجیل برخلاف سایر اناجیل موضوع صلیب (به دار آویختن) مسیح را شدیداً انکار و آن را زشت‌ترین نسبت ناروا به وی می‌داند. عنوان تثلیث را از میان می‌برد و توحید حقیقی الهی را اثبات می‌کند. برخلاف پولس که شریعت عمل را نسخ کرد، تنها راه سعادت را داشتن توامان عقیده و عمل پاک می‌داند. وی با پولس که نجات امت را تنها مرهون محبت مسیح و اعتقاد به تثلیث می‌داند و به نام دین، مسیحیان را در انجام هرگونه عمل منافی عفت آزاد گذاشت (و به همین سبب در مدت کمی پیروان بسیاری پیدا کرد)، مخالف است. پس از اسلام جرم دیگری نیز بر آن افزوده شد و آن بشارات صریح و مکرر آن در مورد طلوع نور قدسی محمّدی است. همه این‌ها سبب شد تا استفاده از این انجیل در بین مسیحیان متروک شود.
لازم است ذکر شود برخی محققان غربیِ معتقد به جعل نیز به خاطر ویژگی‌های متن حتی اذعان دارند که این متن یک جعل فی البداهه در قرن ۱۴–۱۶ نیست بلکه معتقدند که منابع اولیه‌ای از فرقه‌های غیررسمی در اختیار جاعل بوده است. در حالی که مسلمانان مدافع این انجیل متن آن را مربوط به برنابای واقعی می‌دانند که تغییراتی در اثر نسخه برداری و ترجمه و … در طول تاریخ بر آن اتفاق افتاده است.

## ترجمه‌های فارسی
انجیل برنابا در ایران توسط چهار مترجم ترجمه شده است، اولین ترجمه مربوط به علّامه حیدرقلی سردار کابلی از روی متن‌های عربی و انگلیسی است، ترجمه دوم از مرتضی فهیم کرمانی، و ترجمه سوم (ترجمه جدید) از سعید کریم پور است (چاپ اول: ۱۳۹۳؛ چاپ دوم با ویرایش: ۱۳۹۵). ترجمه چهارم، از امیررضا لبافی (۱۳۹۸) است. نسخه ترجمه شده توسط سردار کابلی به خاطر نثر قدیمی که دارد، بخش‌هایی از آن سخت فهم است، در مقابل با وجود این که ترجمه فهیم کرمانی یک زبان واسطه دیگر (عربی) را گذرانده و اشکالاتی در آن به چشم می‌خورد اما با این حال ترجمه‌ای روان و امروزی است. فهیم کرمانی ترجمه این کتاب را به درخواست سید محمود طالقانی در زندان قصر انجام داده است. آیت‌الله طالقانی، خلیل سعادت (محقق مسیحی و مترجم انجیل برنابا به عربی)، سید محمد رشید رضا، سردار کابلی و جمشید غلامی نهاد برای این کتاب مقدمه نوشته‌اند.
سومین ترجمه فارسی انجیل برنابا، از سعید کریم پور است که مستقیماً از روی ترجمه انگلیسی نسخه ایتالیایی و تطبیق آن با دو متن اصلی ایتالیایی و اسپانیایی انجام گرفته است. ترجمه فارسی کریم پور اولین و تنها ترجمه فارسی انجیل برنابا است که مقدمه‌ای مبتنی بر جعلی بودن این انجیل بر آن نوشته شده است. این ترجمه را پژوهشگاه علوم انسانی و مطالعات فرهنگی در سال ۱۳۹۳ منتشر کرده و در سال ۱۳۹۵ به چاپ دوم رسیده است.
ناشران انجیل برنابا:
- نشر المعی (سردار کابلی)[۱۰۰]
- نشر نیایش (سردار کابلی)[۱۰۱]
- نشر صحیفه خرد (مرتضی فهیم کرمانی)[۱۰۲]
- پژوهشگاه علوم انسانی و مطالعات فرهنگی (سعید کریم پور)[۱۰۳]
- انتشارات آریا دانش (امیررضا لبافی)[۱۰۴]